# Frasnes-lez-Couvin
Frasnes-lez-Couvin (auf Wallonisch Fråne-dilé-Couvén) ist ein Weiler in der belgischen Provinz Namur, der zur Gemeinde Couvin gehört. 

## Geographie und Geschichte
Die Ortschaft liegt in der Region Wallonie, wird von der Nationalstraße N5 im Abschnitt zwischen Philippeville und Couvin erschlossen. Ferner besteht eine Eisenbahnanbindung, die in Couvin endet.
Das Dorf verfügt über eine Kirche (Saint-Remi), die zwischen 1969 und 1971 restauriert wurde.
Die Siedlung erstreckt sich auf einem leicht nach Norden abfallenden Rand eines Kalksteinzuges. Westlich und östlich von ihr liegen Forstareale. In römischer Zeit war die Gegend von Wäldern geprägt, die einen starken Bestand an Eschen (lat. Fraxinum, Gattung Fraxinus) aufwiesen. Davon leitet sich der heutige frankophone Ortsname ab.
Im frühen Mittelalter gehört die Region zum Besitz der Kirche Sainte-Marie von Chevremont (Liège), was in einer Urkunde von Karl dem Großen vom 3. Mai 779 erwähnt wird. Nach 844 geht das Dorf in das Eigentum der Abtei Saint-Germain-des-Prés von Paris über.
Im Ersten Weltkrieg erlitten viele Häuser und die Infrastruktur erheblichen Schaden.
Durch die belgische Gemeindereform im Jahr 1977 wurde das Dorf ein Ortsteil von Couvin.

## Geologie
Seine überregionale Bedeutung erhielt das Dorf durch die Namensübertragung auf die untere chronostratigraphische Stufe des Oberdevons (Devon), dem Frasnium. Am westlichen Ortsrand liegen die alten Steinbrüche Carrières du Nord,  Sainte-Barbe und Four à Chaux du Lion, in denen devonisches Kalkgestein aufgeschlossen ist. Westlich und südlich der Ortschaft verläuft der Übergang vom Givet/Mittleres Frasnium zum Eifelium (ehemaliges Couvinium). In der Gruppe Lion der Grands Breux Formation, die von den Steinbrüchen erschlossen ist, finden sich graue Kalksteine mit riffbildenden Fossilien (z. B. Stromatoporen).
Die Hauptgemeinde Couvin war ebenso namengebend für eine devonische Stufe (französisch: Couvinien) verantwortlich, bis 1984 auf Empfehlung der Subkommission für Devonstratigraphie eine Korrektur zu Gunsten der Bezeichnung Eifel-Stufe erfolgte.